# Vit tuvskivling
Vit tuvskivling (Lyophyllum connatum) är en svampart som först beskrevs av Heinrich Christian Friedrich Schumacher, och fick sitt nu gällande namn av Rolf Singer 1939. Lyophyllum connatum ingår i släktet Lyophyllum och familjen Lyophyllaceae.   Inga underarter finns listade i Catalogue of Life.
I den svenska databasen Dyntaxa används istället namnet Clitocybe connata för samma taxon. Arten är reproducerande i Sverige. Den anses vara giftig och är inte ätlig.

## Galleri

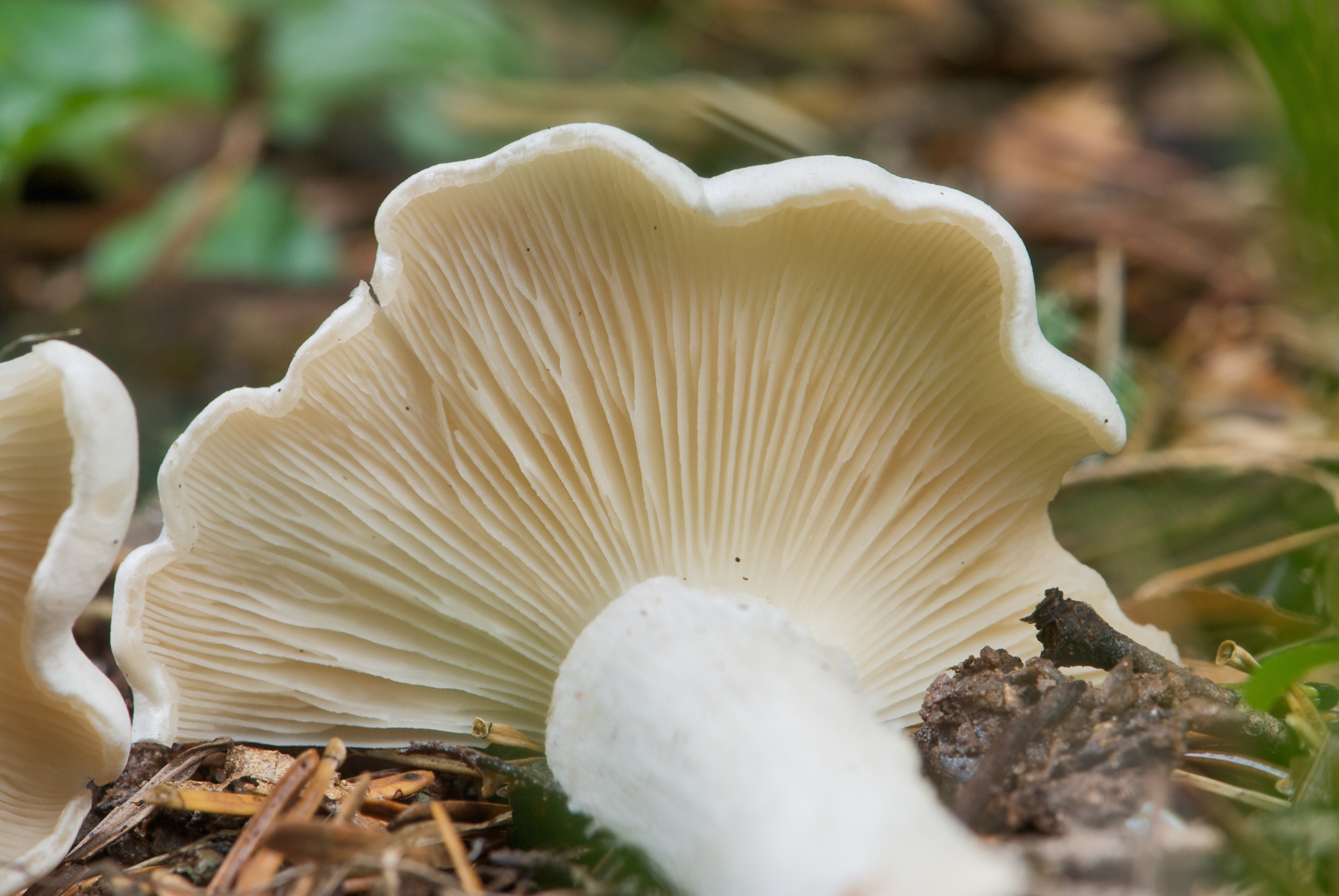
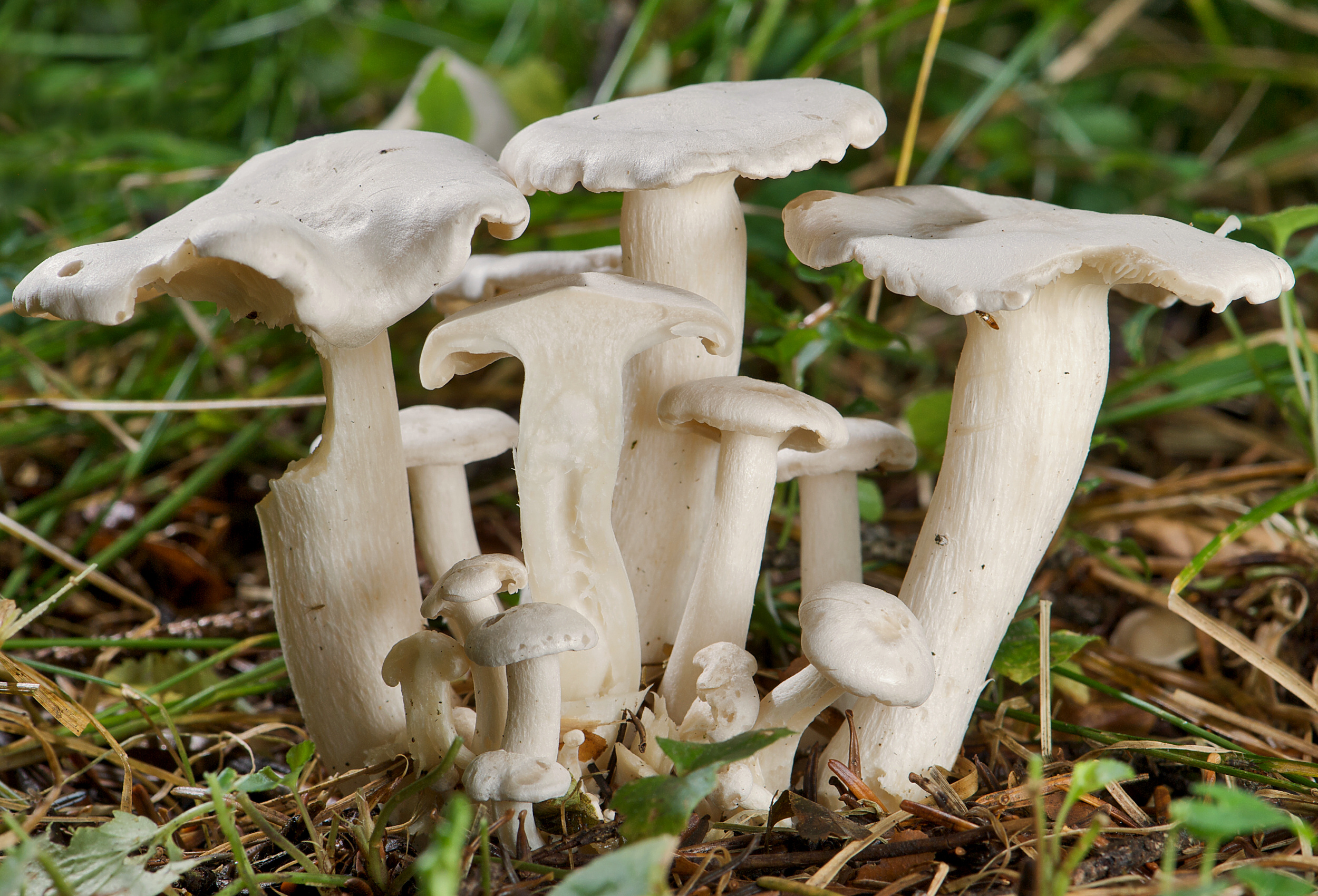
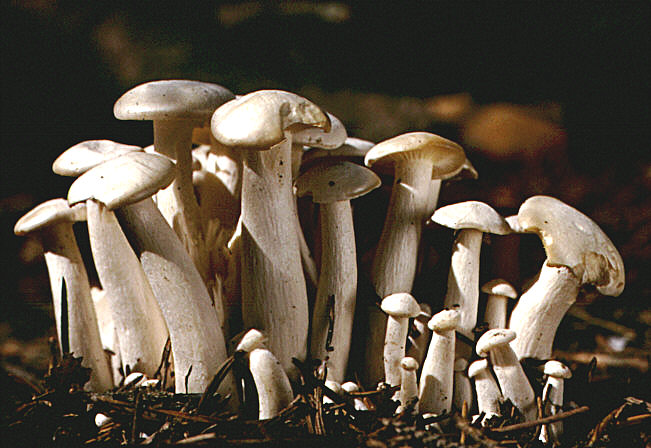
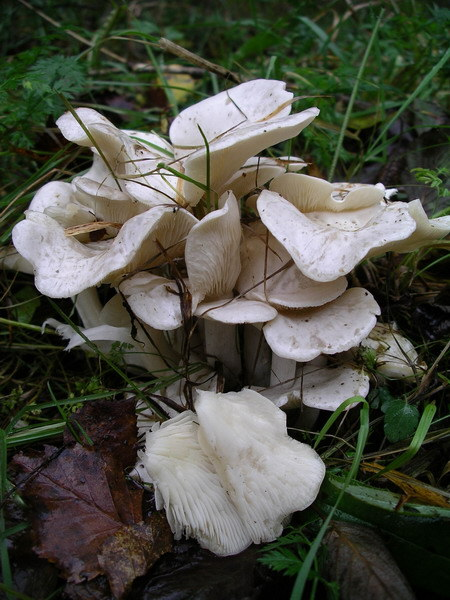
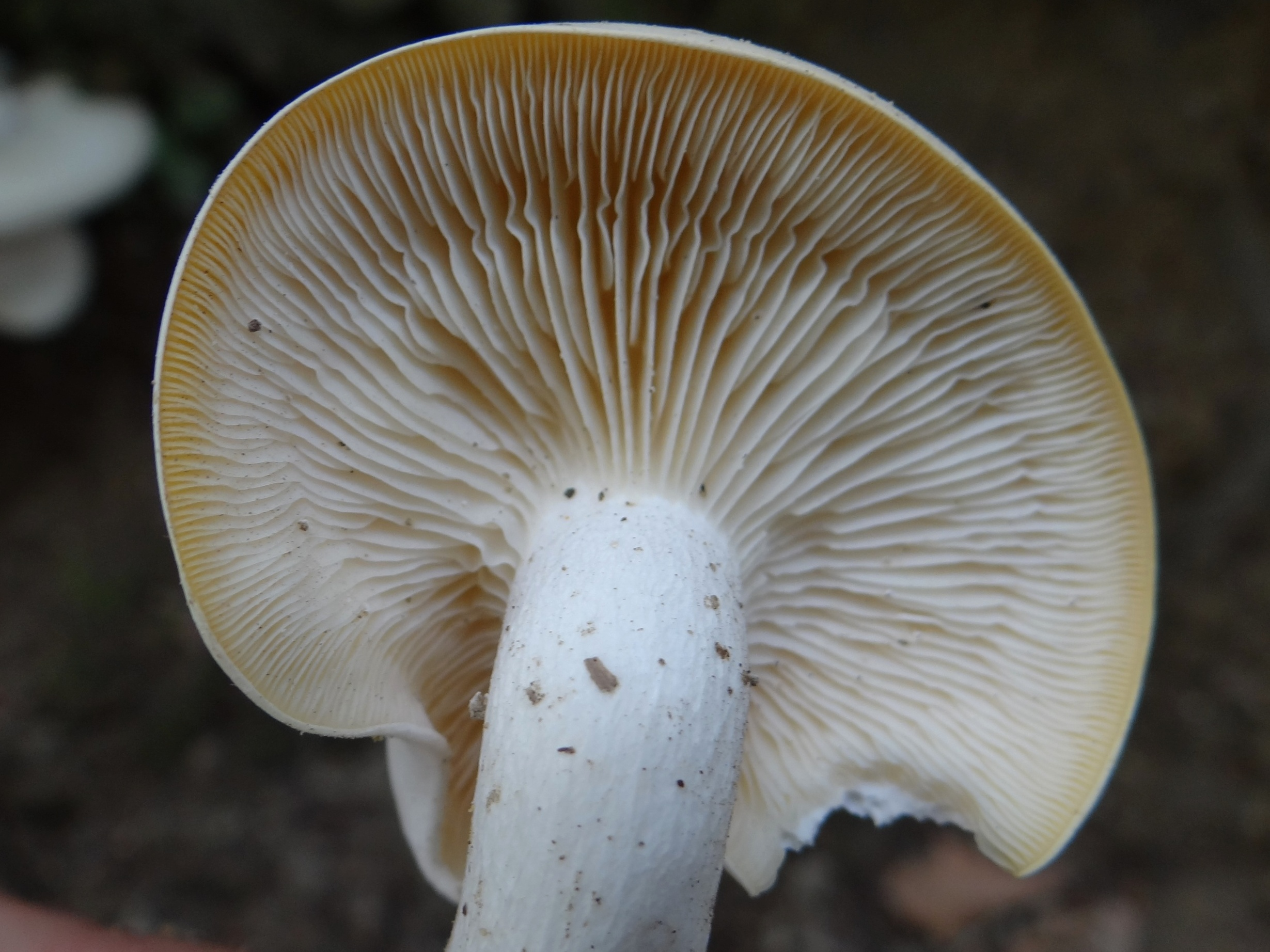
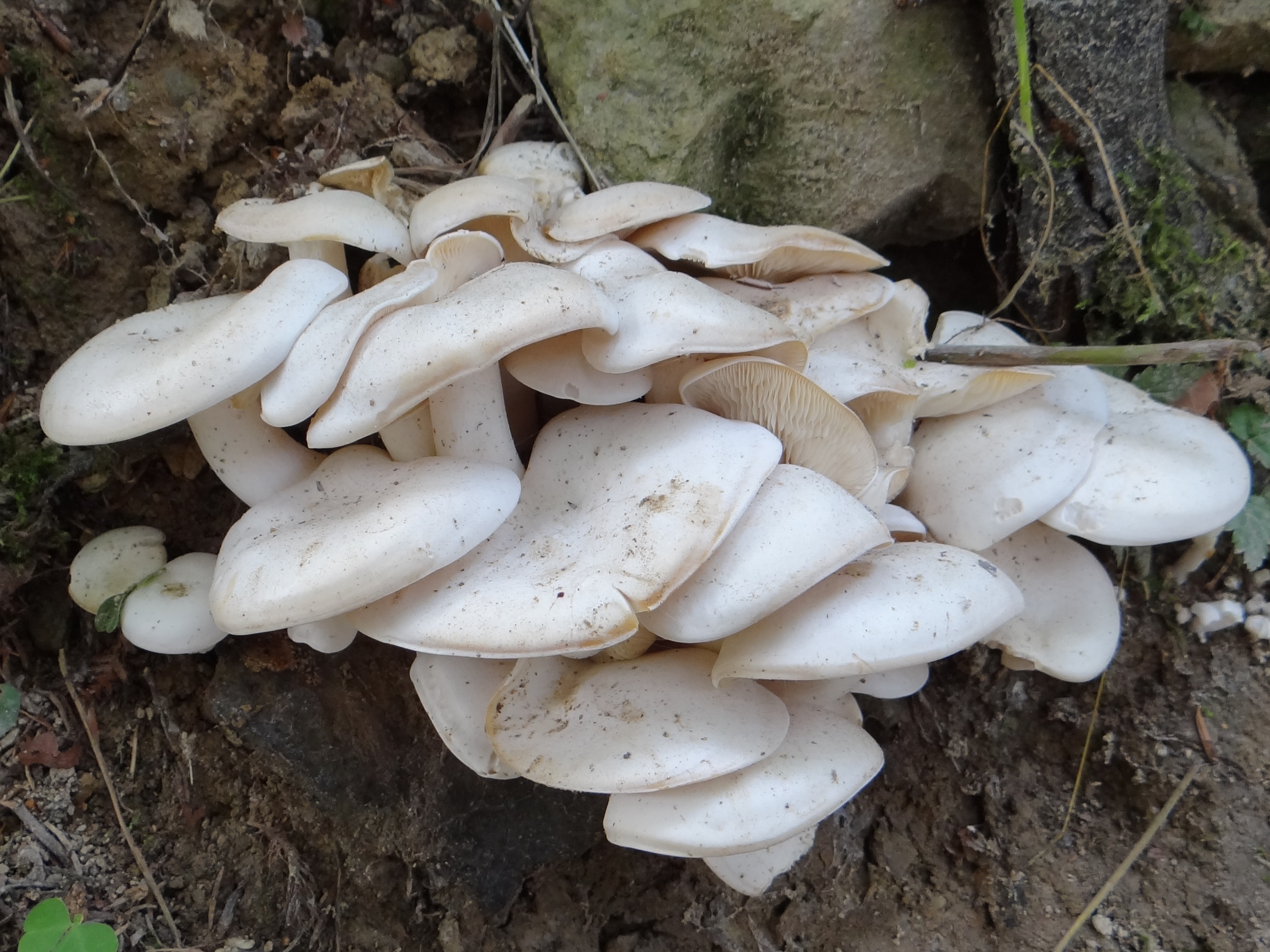
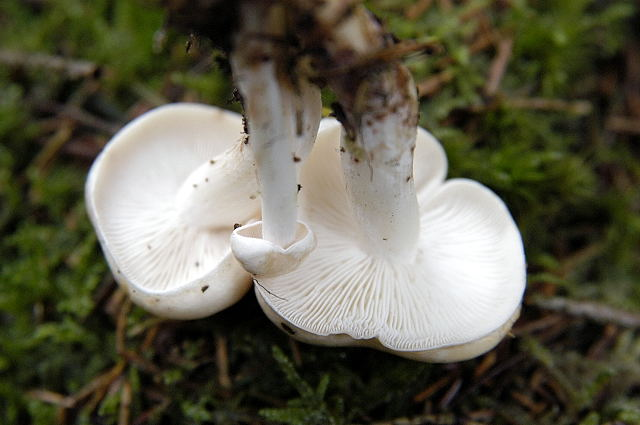